# Huilly-sur-Seille
Huilly-sur-Seille – miejscowość i gmina we Francji, w regionie Burgundia-Franche-Comté, w departamencie Saona i Loara.
Według danych na rok 1990 gminę zamieszkiwało 297 osób, a gęstość zaludnienia wynosiła 24 osoby/km² (wśród 2044 gmin Burgundii Huilly-sur-Seille plasuje się na 617. miejscu pod względem liczby ludności, natomiast pod względem powierzchni na miejscu 779.).